# Gaio Giulio Erucio Claro Vibiano
Gaio Giulio Erucio Claro Vibiano (in latino: Gaius Iulius Erucius Clarus Vibianus; ... – 197) è stato un senatore romano.
Vibiano era originario dell'Italia, o comunque delle province occidentali, ed era figlio di Gaio Erucio Claro, console del 170.
Nel 193 fu elevato al consolato, come consul posterior di Quinto Pompeio Sosio Falcone. Venne giustiziato nel 197, dopo la sconfitta di Clodio Albino e la sua esecuzione da parte di Settimio Severo, in quanto era stato sostenitore di Albino.

### Fonti primarie
- Cassio Dione, Storia romana, lxxiv.9.5-6.

### Fonti secondarie
- Prosopographia Imperii Romani, E 97